# Myristica mindanaensis
Myristica mindanaensis är en tvåhjärtbladig växtart som beskrevs av Otto Warburg. Myristica mindanaensis ingår i släktet Myristica och familjen Myristicaceae. Inga underarter finns listade i Catalogue of Life.